# Die Rote Fahne

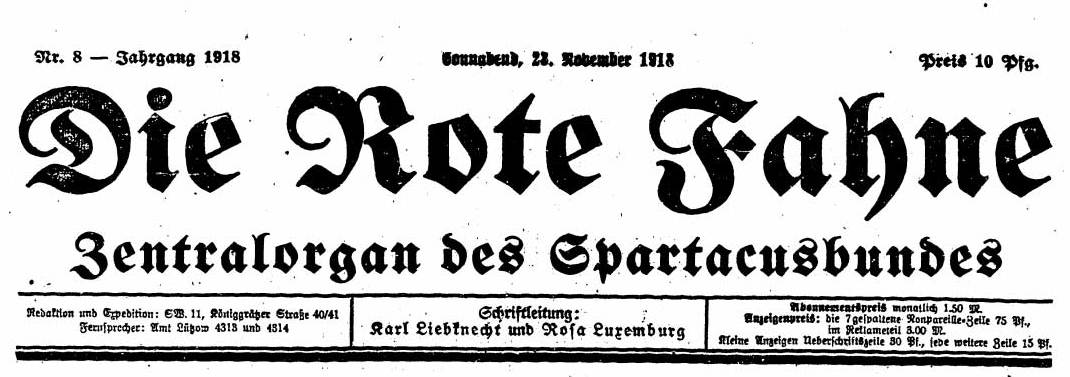
Die Rote Fahne, Zeitungskopf vom 23. November 1918

Die Zeitung Die Rote Fahne wurde am 9. November 1918 in Berlin gegründet, zunächst als publizistisches Organ des Spartakusbundes. Infolge der Konstituierung der Kommunistischen Partei Deutschlands (KPD) am 1. Januar 1919 war sie bis 1945 das Zentralorgan der Partei. Die ersten Schriftleiter waren Karl Liebknecht und Rosa Luxemburg. Nach dem Ende der Weimarer Republik verboten, wurde sie während der Diktatur des Nationalsozialismus unter den Bedingungen der Illegalität in parteinahen Widerstandskreisen aus dem Untergrund heraus verbreitet.
Der Name der Zeitung leitet sich vom verbreiteten Symbol der revolutionär-sozialistischen Arbeiterbewegung, der roten Fahne ab. Bereits während des Kaiserreichs hatte es 1876/77 eine zunächst als Flugschrift, dann als Wochenblatt herausgegebene Zeitschrift unter dem Titel Die Rote Fahne gegeben. Herausgeber war ein sozialrevolutionärer Dissident der damaligen Sozialdemokratie, der 1880 aus der Sozialistischen Arbeiterpartei ausgeschlossene Reichstagsabgeordnete Wilhelm Hasselmann.
Nachdem die 1918 gegründete Zeitung nach 1945 über einen Zeitraum von 30 Jahren nicht mehr erschienen war, gab es seit den 1970er Jahren verschiedene Projekte unterschiedlicher linkssozialistischer Gruppierungen oder Kleinparteien, Druckerzeugnisse unter dem Namen Die Rote Fahne neu aufzulegen.

## Gründungsphase der Zeitung

### Politisches Umfeld

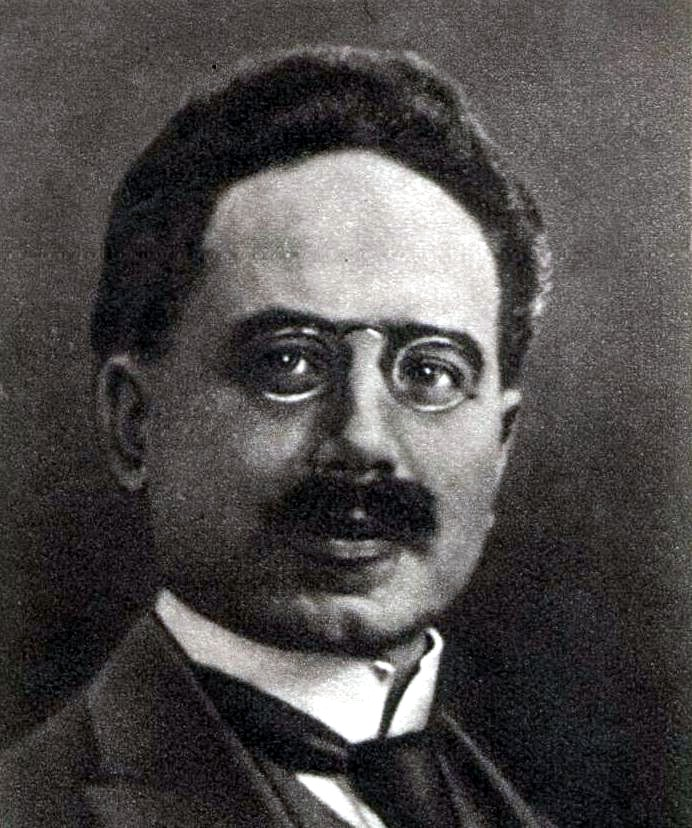
Karl Liebknecht

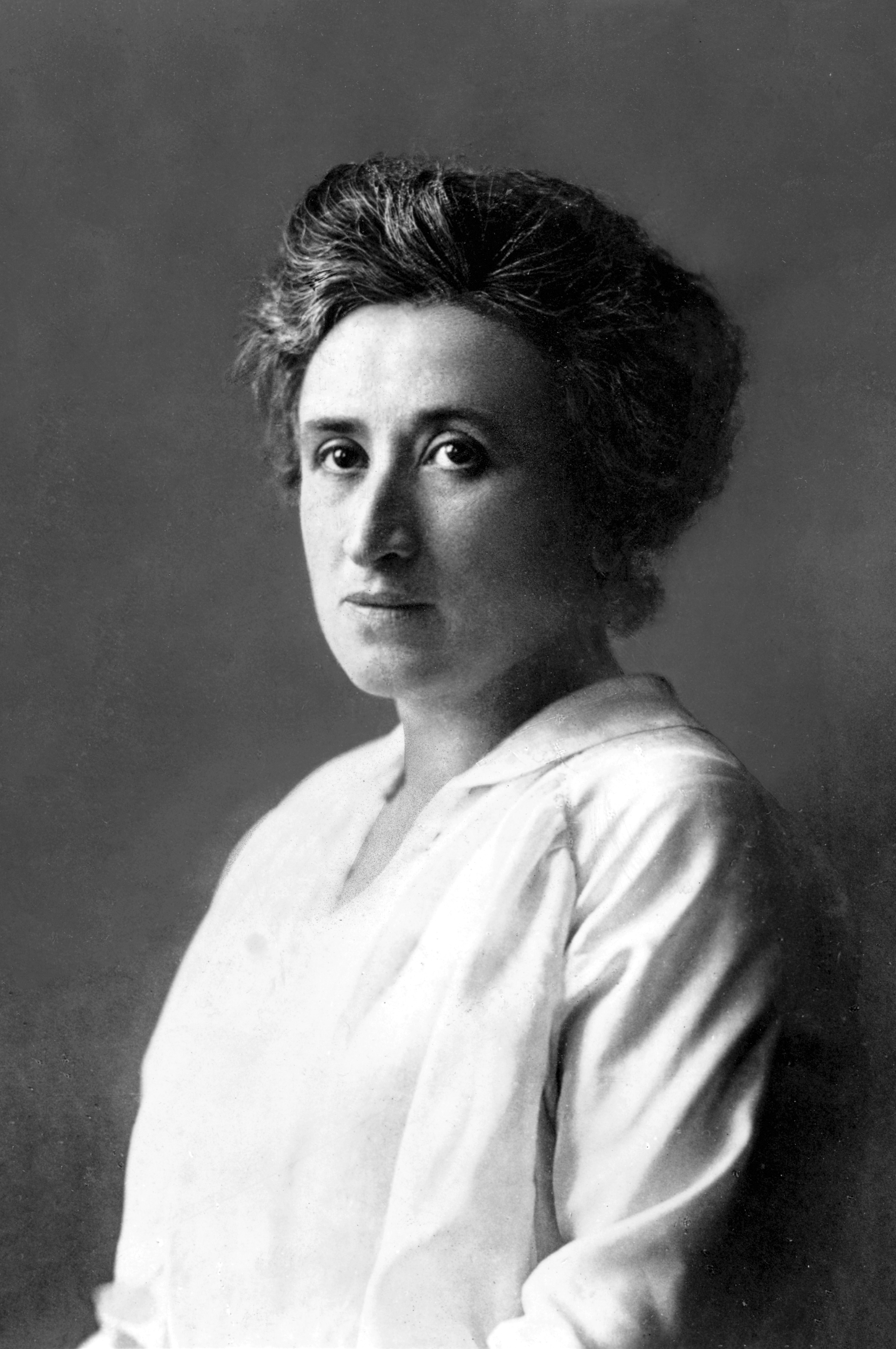
Rosa Luxemburg

Die Gründung der Zeitung Die Rote Fahne fiel in eine Zeit politischer Umwälzungen in Deutschland am Ende des Ersten Weltkriegs. Am 9. November 1918, dem Tag, als die Novemberrevolution die deutsche Hauptstadt erreichte, zogen revolutionäre Arbeiter zum Schloss der Hohenzollern in Berlin, und Karl Liebknecht proklamierte eine „Sozialistische Republik“ (eine Räterepublik nach dem Vorbild der ein Jahr zuvor erfolgreichen Oktoberrevolution in Russland). Prinz Max von Baden hatte kurz davor die Abdankung des Kaisers verkündet und das Amt des Reichskanzlers auf den SPD-Vorsitzenden Friedrich Ebert übertragen, Philipp Scheidemann hatte eine bürgerlich-parlamentarische „deutsche Republik“ ausgerufen. Die neu gebildete provisorische Regierung, der Rat der Volksbeauftragten, wurde paritätisch mit je drei Vertretern aus SPD und USPD besetzt. Liebknecht und Rosa Luxemburg kritisierten die Maßnahmen der SPD und warfen deren führenden Politikern Zusammenarbeit mit den kaiserlichen Militärs vor, um einen Teil der vormaligen Machtverhältnisse in die nachmonarchistische Zeit hinüber zu retten und damit die Revolution zu verraten. Tatsächlich hatte sich Ebert in einem geheimen Telefonat mit dem Chef der Obersten Heeresleitung, General Wilhelm Groener, der Unterstützung der Reichswehr versichert, um die Revolution abzufangen. Im Gegenzug gab er den kaiserlichen Militärs weitgehende Zusicherungen in Bezug auf den Erhalt von alten Strukturen in Militär und Verwaltung. Vor diesem Hintergrund verweigerte die Spartakusgruppe als linker Flügel der USPD unter der Führung von Liebknecht und Luxemburg die Zusammenarbeit mit der SPD und propagierte die Fortsetzung der Revolution.

### Anfänge der Zeitung
Am Abend des 9. November 1918 besetzten revolutionäre Arbeiter die Redaktion des konservativen Berliner Lokal-Anzeiger und erklärten die Zeitung zum Eigentum des revolutionären Proletariats. Das Blatt erschien nun unter dem Titel Die Rote Fahne, wobei in der ersten Ausgabe noch weitgehend der druckfertige Satz des Berliner Lokal-Anzeigers verwendet wurde. Die Nummer vom 10. November enthielt bereits die zentralen politischen Forderungen des Spartakusbundes. Dazu gehörte die Entwaffnung der Polizei und die Bewaffnung des Volkes. Die Gruppe forderte die Auflösung der Parlamente sowie die Absetzung der bestehenden Regierung, stattdessen sollten Arbeiter- und Soldatenräte für ganz Deutschland gewählt werden. Außerdem forderte man die Abschaffung aller Dynastien und Einzelstaaten.
Die Besetzung des Lokalanzeigers war gegen den Einspruch von Rosa Luxemburg erfolgt und diese Einrichtung blieb nur zwei Tage in der Hand der Spartakisten. Nach der Räumung der Redaktion durch regierungstreue Einheiten erschien am 11. November wieder der Berliner Lokal-Anzeiger in der alten Form. Am selben Tag wurde von der Spartakusgruppe (bis dahin eine Gruppierung des linken Flügels der USPD) die Umbenennung in Spartakusbund beschlossen, wodurch er sich den Status einer parteiunabhängigen revolutionären Organisation gab. Die Redaktion der Roten Fahne wurde in die Hände von Karl Liebknecht, Rosa Luxemburg, August Thalheimer, Paul Levi, Paul Lange und Fritz Rück gelegt. Die dritte Nummer konnte erst am 18. November erscheinen, da nicht sofort eine Druckerei gefunden wurde, die sich bereit erklärte, für den Spartakusbund zu arbeiten. Hierauf wurden weitere Geschäftsstellen in Dresden, Kiel und Leipzig gegründet und die revolutionären Leitlinien konkretisiert. Am 14. Dezember folgte das offizielle Programm des Spartakusbundes, das nunmehr einen scharfen Gegensatz zwischen der einzuberufenden Weimarer Nationalversammlung und der „Rätemacht“ betonte.
Am 1. Januar 1919 wurde die Kommunistische Partei Deutschlands (KPD) gegründet, die aus dem Spartakusbund und anderen linksrevolutionären Gruppierungen hervorging. Als publizistisches Parteiorgan firmierte Die Rote Fahne.
In ihrer weiteren Geschichte sah sich Die Rote Fahne immer wieder staatlicher Repression ausgesetzt. Aufgrund einer Rationierung in der Papierzuteilung konnte sie oft nur mit einem Umfang von vier Blättern, manchmal nur als Einblattdruck, erscheinen. Am 6., 7. und 13. Dezember 1918 wurden die Redaktionsräume von Soldaten besetzt. Am 15. Januar 1919 wurde ein großer Teil der aktuellen Auflage beschlagnahmt und erneut die Redaktion besetzt. Einige Redakteure wurden verhaftet und anderen gelang es unterzutauchen.
Bis 1919 nahmen die Auseinandersetzungen zwischen linksrevolutionären Arbeitern und Soldaten einerseits und Reichswehreinheiten im Verbund mit von Gustav Noske rekrutierten rechtsextremen Freikorpseinheiten andererseits nahezu bürgerkriegsartige Ausmaße an. In Berlin kam es nach der Absetzung des Berliner Polizeipräsidenten Emil Eichhorn, einem USPD-Mitglied, zum von den Revolutionären Obleuten organisierten Generalstreik, der in den so genannten Spartakusaufstand mündete. In dessen Verlauf kam es vor allem im Berliner Zeitungsviertel zu erbitterten Gefechten, wobei die Revolutionäre auch das Verlagsgebäude des Vorwärts (Parteiorgan der SPD) besetzt hatten. Am 12. Januar wurde der Spartakusaufstand von konterrevolutionären Einheiten blutig niedergeschlagen.
Am 15. Januar 1919 wurden die Schriftführer der Roten Fahne, Rosa Luxemburg und Karl Liebknecht, in Berlin-Wilmersdorf durch Freikorps-Soldaten verschleppt, der Garde-Kavallerie-Schützen-Division unter Kommandant Waldemar Pabst übergeben, im Eden-Hotel auf seinen Befehl verhört und schwer misshandelt und anschließend nach Rücksprache des Kommandanten mit Gustav Noske ermordet. Der am Seitenausgang des Hotels bereitstehende Jäger Otto Wilhelm Runge schlug Rosa Luxemburg beim Abtransport mit einem Gewehrkolben nieder, der Leutnant Hermann Souchon ermordete sie dann während der Fahrt mit einem aufgesetzten Schläfenschuss. Ihre Leiche wurde in den Berliner Landwehrkanal geworfen und dort erst am 1. Juni 1919 aufgefunden. Am 13. Juni wurde sie neben dem Grab von Karl Liebknecht in Berlin-Friedrichsfelde beigesetzt. Nach der Ermordung Liebknechts und Luxemburgs gab es in kurzer Folge mehrere Wechsel der leitenden Redakteure der Roten Fahne.

## Die Zeitung während der Weimarer Republik

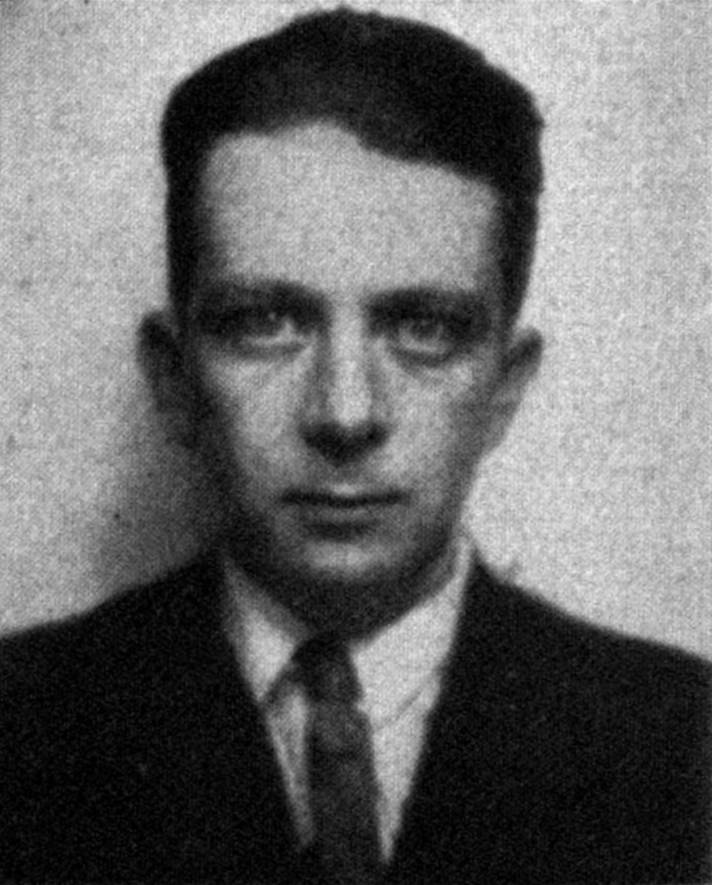
Heinz Neumann, ca. 1930

### Geschichte bis 1933
Am 3. Februar 1919 konnte Die Rote Fahne wieder erscheinen, sah sich aber im März und April neuen Verboten gegenüber. In der Folgezeit war die Zeitung öfters mit Verboten von acht bis vierzehn Tage belegt. Eine der längeren Verbotsphasen als Folge des Verbotes der KPD umfasste die Zeit von Oktober 1923 bis März 1924. Während der Verbotszeiträume wurde Die Rote Fahne illegal unter anderem Titel in verschiedenen Druckereien herausgebracht. Als Rote Sturmfahne oder Die Fahne der Revolution wurde sie von geheimen Quartieren aus verteilt, wobei 60 % der Auflage in Betriebe gingen und der Rest in Wohnbezirken verteilt wurde. In dieser Zeit war unter anderem der 1939 in Moskau ermordete Hermann Remmele (der 1924 kurzzeitig auch Vorsitzender der KPD war) Redakteur, später Chefredakteur des Blattes.

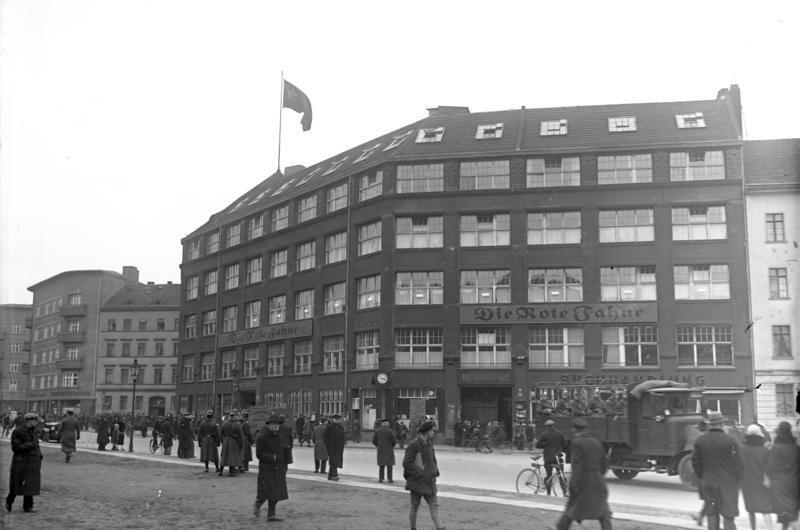
Karl-Liebknecht-Haus mit der Redaktion der Roten Fahne im Jahr 1930

1926 bezogen Verlag und Redaktion der Roten Fahne eigene Räume im Karl-Liebknecht-Haus in der Kleinen Alexanderstraße in Berlin-Mitte, das Haus war auf Grund von Ausbauarbeiten erst im Juli 1928 voll nutzbar. Unter anderem wurde im Keller des Flügels an der Bartelstraße auf einem speziell dafür gebauten Fundament eine moderne Rotationsmaschine für den Druck der Roten Fahne aufgestellt, die bis in das erste Stockwerk reichte. Am 23. Februar 1933, nach der „Machtergreifung“ der Nationalsozialisten und dem Beginn der Diktatur unter Adolf Hitler, wurde das Karl-Liebknecht-Haus durch SA und Polizei besetzt. Am 24. Februar folgte die offizielle Schließung des Hauses.

### Organisation, Verteilung, Auflage zwischen 1918 und 1933
Der Untertitel der Roten Fahne lautet bis zum 30. Dezember 1918 „Zentralorgan des Spartakusbundes“, bis 19. September 1920 „Zentralorgan der Kommunistischen Partei Deutschlands (Spartakusbund)“, danach „Zentralorgan der kommunistischen Partei Deutschlands (Sektion der III. Kommunistischen Internationale)“
Die Auflagenhöhe der Roten Fahne überschritt bereits mit ihrer dritten Nummer 15.000 Exemplaren, im Oktober 1920 waren es über 30.000 Exemplare und 1932 betrug die Auflage über 130.000. Der Vertrieb erfolgte anfangs vorwiegend durch organisierte Arbeitergruppen im Straßenhandel, aber bald entstand ein fester Kreis von Abonnenten. Die Rote Fahne kostete 1932 60 Pfennig pro Woche und 2,60 Reichsmark pro Monat.
Die ersten Nummern hatten vier Blätter pro Ausgabe, ab 1926 stieg die Seitenzahl auf durchschnittlich zwölf bis vierzehn Seiten. Vom 1. Januar 1921 an erschien Die Rote Fahne zweimal täglich in einer Morgen- und einer Abendausgabe, sonntags und montags jedoch nur einmal. Ab dem 31. Dezember 1922 erschien sie einmal täglich außer am Montag; ab 1. März 1924 wieder täglich, dann von August 1928 bis zum Verbot 1933 wieder täglich außer montags. In der Illegalität während der Zeit des Nationalsozialismus von 1933 bis 1942 schwankten situationsbedingt die Auflagenhöhe und der Umfang.
Neben dem Zentralorgan der KPD Die Rote Fahne existierten in den 1920er Jahren einige Ableger als Regionalzeitungen der Kommunistischen Partei Deutschlands, so beispielsweise die Münchner rote Fahne, Rote Fahne der Lausitz, Die rote Fahne Westfalens und die Arbeiterzeitung für Schlesien und Oberschlesien.
Die Titelseite zeigte vor 1933 meist Bilder von hoher plakativer Wirkung, ab 1924 teilweise mit ganzseitigem Rot-Schwarz-Druck und unter häufiger Verwendung von politischen Karikaturen. Die Gestaltung der Titelblätter oblag meist der Zeichnerin Helen Ernst. George Grosz und vor allem John Heartfield entwarfen ebenfalls Titelseiten, darunter bis in die Gegenwart berühmte Kollagen.
Neben dem breiten tagesaktuellen politischen Teil wurde in den frühen 1920er Jahren ein Feuilleton eingerichtet, die Arbeiterkorrespondenz kam hinzu, und ab 1930 die regelmäßige Glosse Roter Sport. Eine wichtige Rolle spielte die Information über das tägliche Radioprogramm und die ständige Rubrik Proletarische Filme. In der Glosse Was dich interessiert wurde Arbeiteraufklärung zu technischen und medizinischen Problemen in leicht verständlicher Form geboten. Komplettiert wurde dieses Angebot durch die Selbstbildungsecke, in der die Parteigeschichte und marxistische Theorie für Arbeiter verständlich aufbereitet wurden.
Neben der Tageszeitung erschienen auch zahlreiche themenspezifische Sonderbeilagen der Zeitung, darunter: Tribüne der proletarischen Frau, Die werktätige Frau, Für die proletarische Jugend, Wirtschaftsrundschau, Literatur-Rundschau (ab 1931), Die rote Faust, Die Kommunistin, Der kommunistische Gewerkschafter und Klassenjustiz – Mitteilungen der Roten Hilfe Berlin – Brandenburg. Des Weiteren gab der Verlag auch die Illustrierte Der Rote Stern heraus.

## Die Rote Fahne in der Zeit des Nationalsozialismus

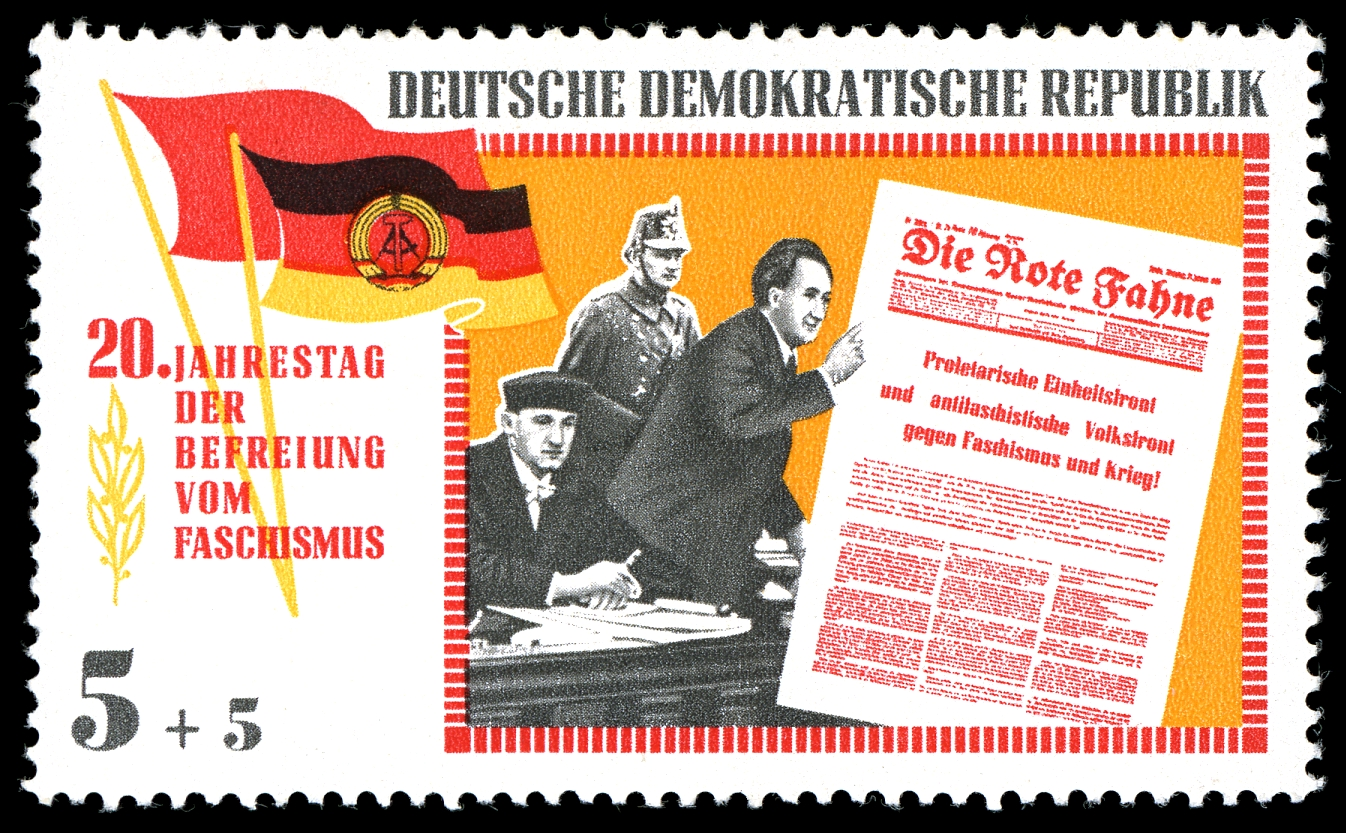
Titelblatt der Zeitung Die Rote Fahne zum Reichsgerichtsprozess von Georgi Dimitrow (auf einer DDR-Briefmarke von 1965)

Im Januar 1933 war Die Rote Fahne eine der wenigen sozialistischen Zeitungen, die noch bis kurz nach der Machtergreifung der NSDAP erschienen. Mit der Reichstagsbrandverordnung vom 28. Februar 1933, angeblich „zur Abwehr kommunistischer staatsgefährdender Gewaltakte“ als Notverordnung eingeführt, wurden Beschränkungen der persönlichen Freiheit für legal erklärt. Die Rote Fahne erschien jedoch illegal bis 1942 weiter im antifaschistischen Widerstand. 1935 wurde sie in Prag und von 1936 bis 1939 in Brüssel herausgegeben. Mit dem Kriegsbeginn endete der reguläre Druck. Im Laufe dieser Jahre verringerte sich die Auflagenhöhe, auch nahm die Qualität des Druckerzeugnisses stetig ab. Die letzten Ausgaben in den 1940er Jahren wurden nur noch auf Schreibmaschine getippt, vervielfältigt und konspirativ weiter verteilt. Zahlreiche Mitarbeiter der Zeitung wurden während des NS-Regimes in Konzentrationslager verschleppt und viele von ihnen ermordet.

## Nach dem Zweiten Weltkrieg

### KPD-Organe
Nach 1945 gab es Die Rote Fahne unter diesem Namen über Jahrzehnte hinweg nicht mehr. Die von den alliierten Besatzungsmächten wieder zugelassene KPD gab zunächst die Deutsche Volkszeitung heraus, aus der 1946 nach der Zwangsvereinigung von SPD und KPD zur SED in der Sowjetischen Besatzungszone und der Viersektorenstadt Berlin die Tageszeitung Neues Deutschland wurde, das Zentralorgan der SED.
In den westdeutschen Besatzungszonen und danach in der frühen Bundesrepublik Deutschland ab 1949 hieß das Zentralorgan der KPD Freies Volk, bis die Partei 1956 in Westdeutschland verboten wurde.

### MLPD-Organ

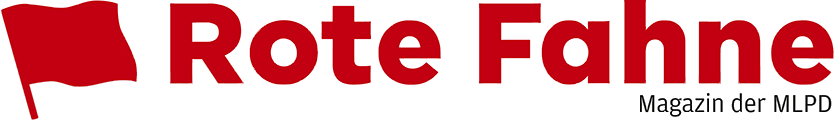
Logo Rote Fahne der MLPD

Mit der 68er-Bewegung entstanden in der Bundesrepublik mehrere Projekte von ideologisch divergierenden Gruppen der sogenannten alten und der Neuen Linken zum Aufbau einer neuen kommunistischen Partei. Neben der in weiten Kreisen als bundesdeutsche KPD-Nachfolgepartei geltenden DKP, die als Parteiorgan die Zeitung Unsere Zeit herausgibt, wurden auch verschiedene gegeneinander konkurrierende kommunistische Kleinparteien, die so genannten K-Gruppen, gegründet, die sich jeweils unterschiedlichen ideologischen Konzepten des Kommunismus verbunden sahen (vom Maoismus über den Stalinismus bis zum Trotzkismus). Aus diesen Gruppierungen heraus gab es in den 1970er Jahren verschiedene Zeitungsprojekte mit dem Titel Rote Fahne. Die MLPD bzw. ihre Vorläuferorganisation, der KABD, gibt seit 1970 die Zeitung Rote Fahne heraus, seit Mitte der 1990er Jahre  mit einer Internet-Website rf-news.de.

Logo Die Rote Fahne der 1990 gegründeten KPD

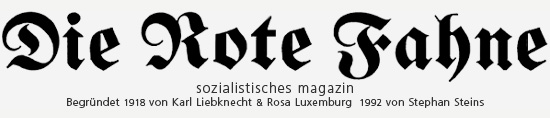
Logo Die Rote Fahne der KPD Initiative

### Organe von KPD-Neugründungen
Die Kommunistische Partei Deutschlands (Aufbauorganisation) wurde, nachdem sie sich nur noch KPD nannte, nach ihrer Zeitung auch KPD (Rote Fahne) bezeichnet. Gleiches gilt für die 1990 in der DDR gegründete KPD. Diese bezeichnet ihre Zeitung als offizielle Fortführung der von Liebknecht und Luxemburg begründeten Zeitung.

Gleiches beansprucht eine seit 1992 vom Berliner Publizisten Stephan Steins im Auftrag der KPD Initiative herausgegebene Zeitung, die seit 2000 als antizionistische, geschichtsrevisionistische, verschwörungsideologische Nachrichtenseite nur noch im Internet erscheint. Steins verbreitet dort seither judenfeindliche Klischees und hetzt gegen Israel; außerdem behauptet er, dass Hitler-Stellvertreter Rudolf Heß nicht Selbstmord beging, sondern Mordopfer „imperialer Matrix“ bzw. „imperialer Oligarchie“ geworden sei. Im Zusammenhang mit Pegida schrieb er dort vom „real existierenden Problem der Masseneinwanderung, Überfremdung und in letzter Konsequenz des Ethnozids gegen den germanischen Kulturraum“.